# Ломовцев (хутор)
Ломовцев — хутор в Цимлянском районе Ростовской области.
Входит в состав Лозновского сельского поселения.

## Население
| 2010 |
| ---- |
| 45   |

## Улицы
- ул. Казачья,
- пер. Малый,
- ул. Мира,
- ул. Свободы,
- ул. Степная,
- ул. Школьная.